# Aleja Gwiazd w Los Angeles

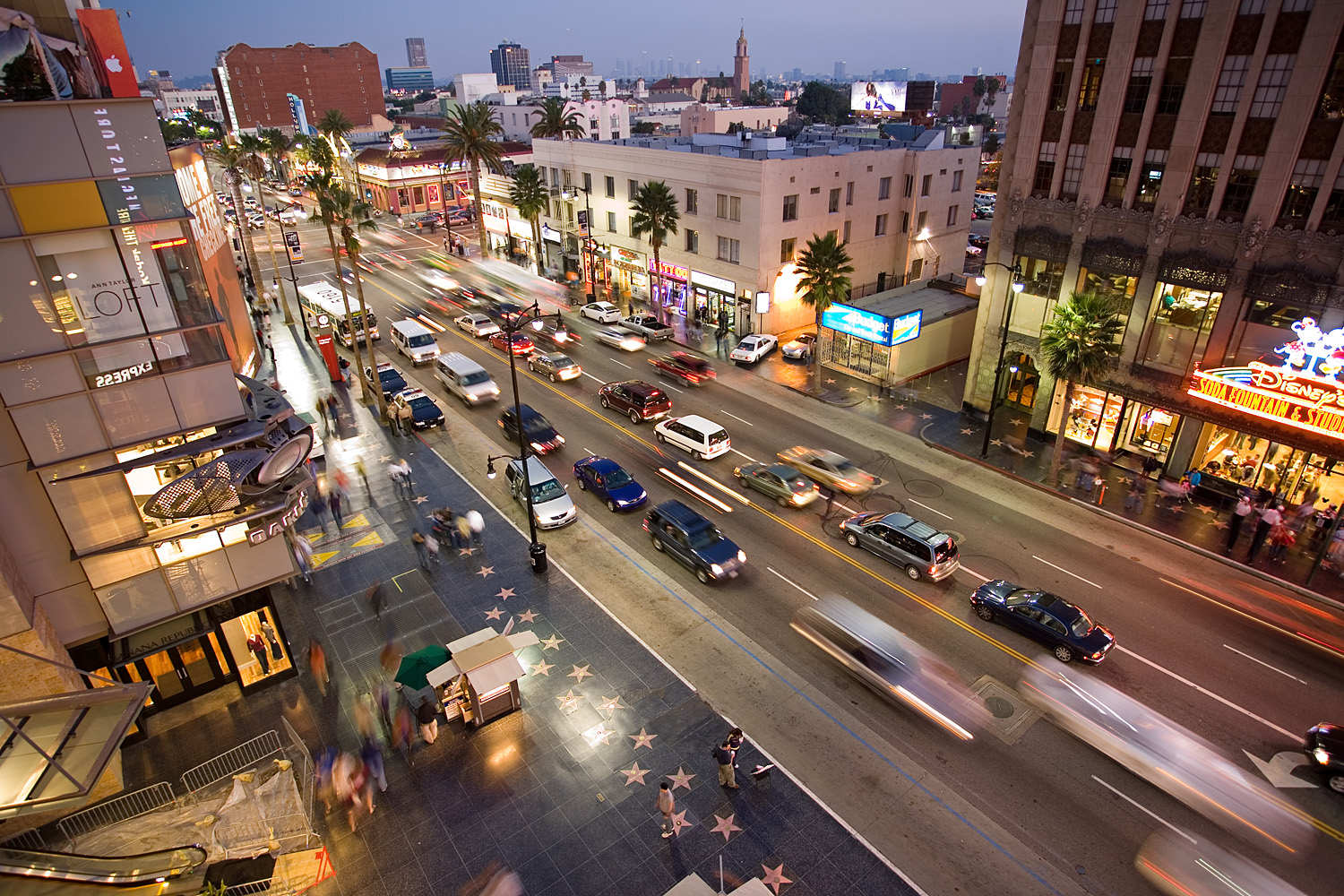
Aleja Gwiazd przy Hollywood Boulevard nr 6800 widok w kierunku wschodnim. Na pierwszym planie po lewej Dolby Theatre. U góry po lewej stronie słynne skrzyżowanie Hollywood Boulevard z Highland Avenue

Aleja Gwiazd (ang. Hollywood Walk of Fame, pol. także: Hollywoodzka Aleja Sławy, Hollywoodzka Aleja Gwiazd) – aleja gwiazd wzdłuż Hollywood Boulevard oraz Vine Street w Los Angeles, w dzielnicy Hollywood, zawierająca ponad 2600 pięcioramiennych gwiazd, upamiętniających znane osobistości świata show-biznesu. Swoje gwiazdy ma również kilkanaście fikcyjnych postaci oraz Disneyland.
Pierwsze 8 gwiazd zostało nagrodzonych 9 lutego 1960.
Gwiazdy przyznawane są przez Izbę Handlu Hollywood w pięciu kategoriach:
- Motion Pictures – (Film kinowy)
- Television – (Telewizja)
- Recording – (Nagranie muzyczne)
- Live theatre/Live performance – (Wystąpienia „na żywo”)
- Radio

Każdy może zgłosić nominację do gwiazdy. Odpowiedni formularz znajduje się na stronie Izby Handlu Hollywood. Co roku wpływa około 200 nominacji. Gwiazdy przyznawane są corocznie w czerwcu, w liczbie ok. 20. Osoba nagrodzona gwiazdą ma 5 lat na zaaranżowanie ceremonii jej wmurowania (koszt 25 000 dolarów).
Jedna z gwiazd przyznawana jest pośmiertnie (nie wcześniej, niż 5 lat po zgonie danej osoby).

## Galeria

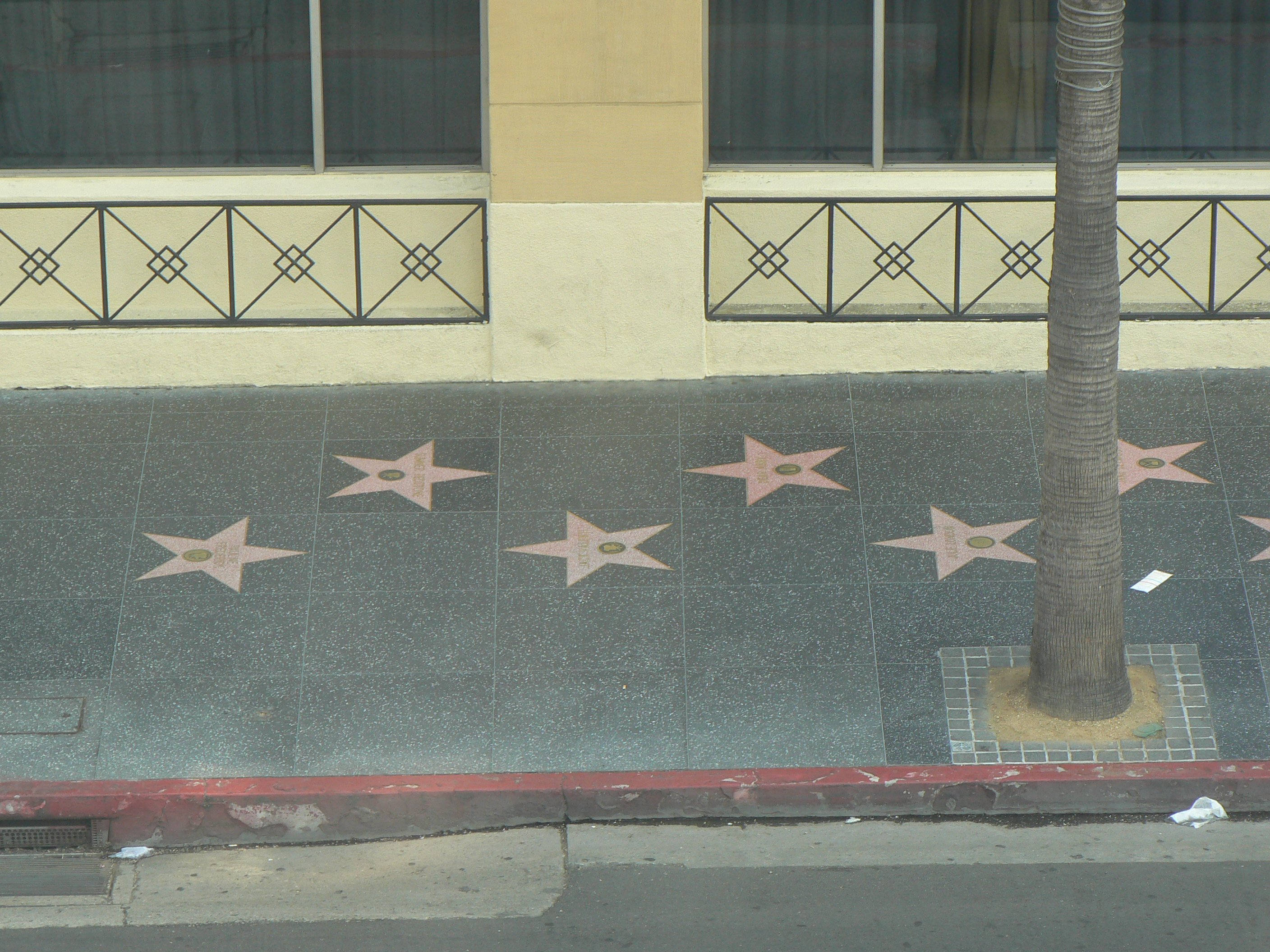
Aleja Gwiazd
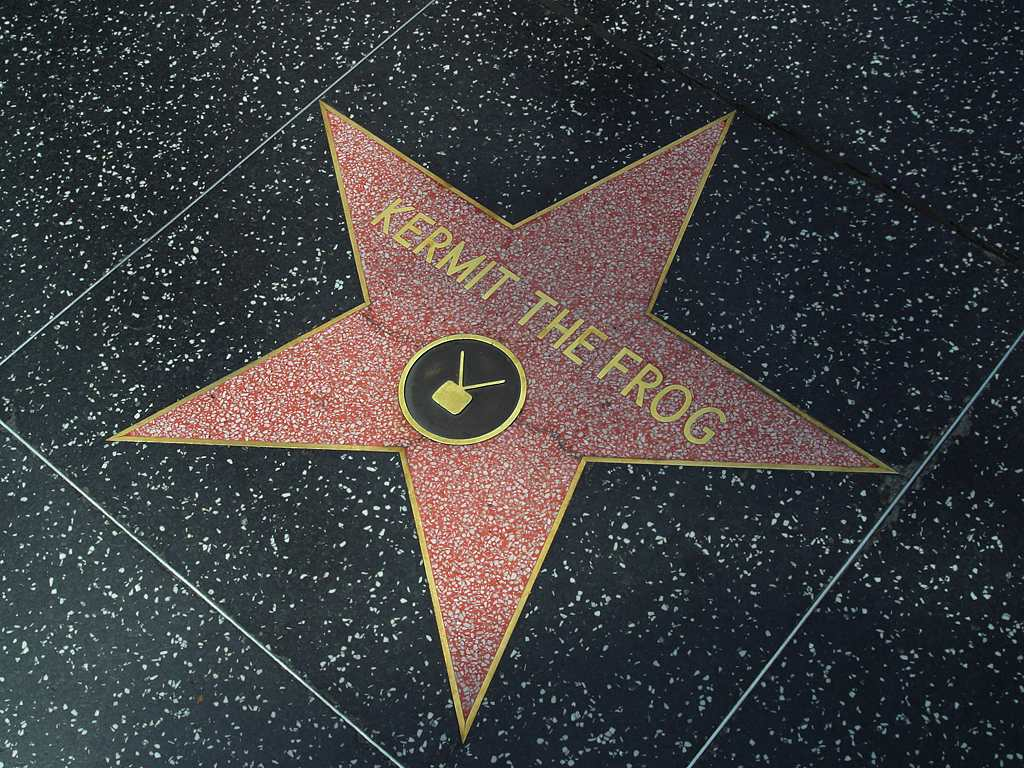
Gwiazda Kermita Żaby
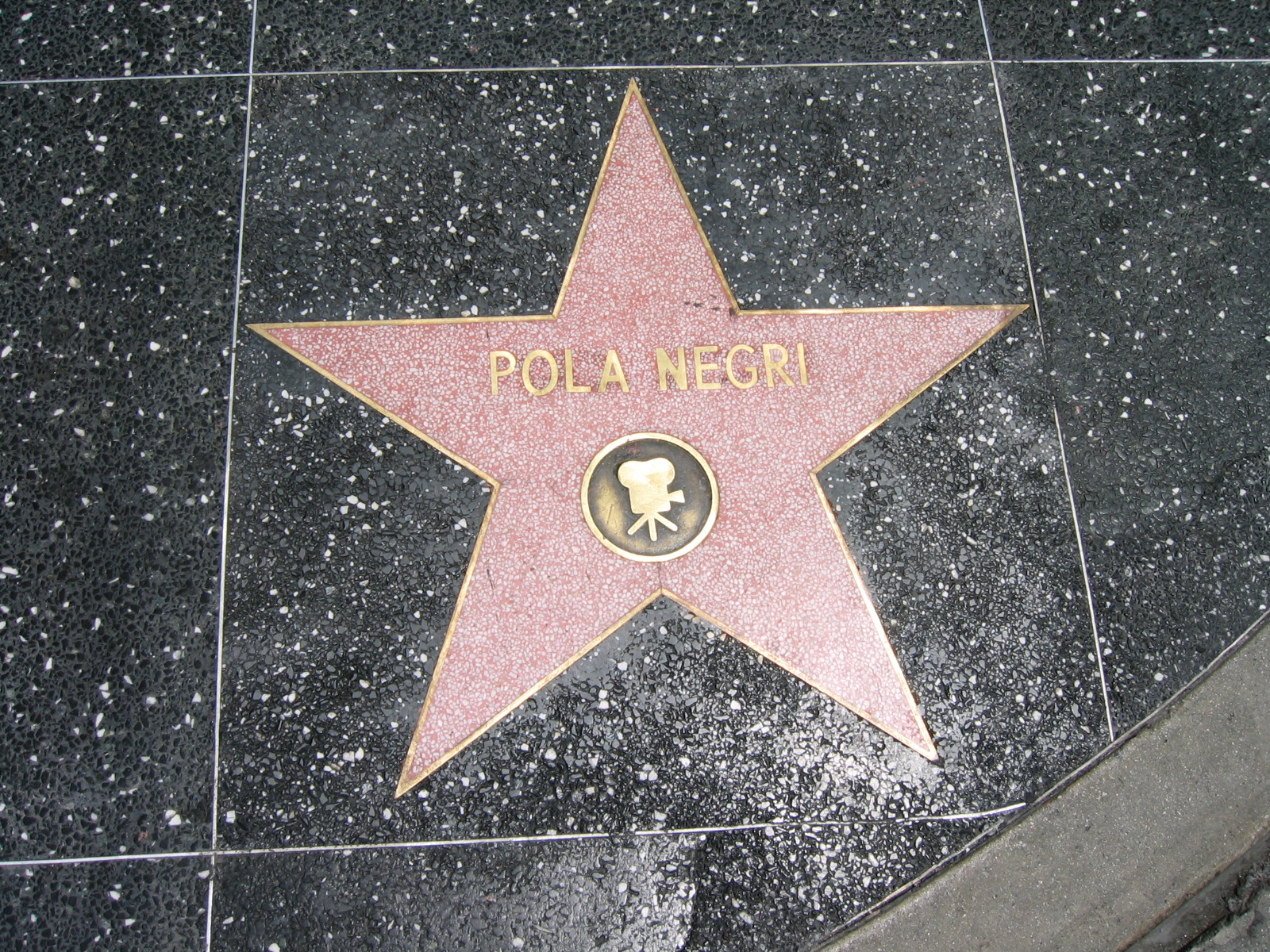
Gwiazda Poli Negri
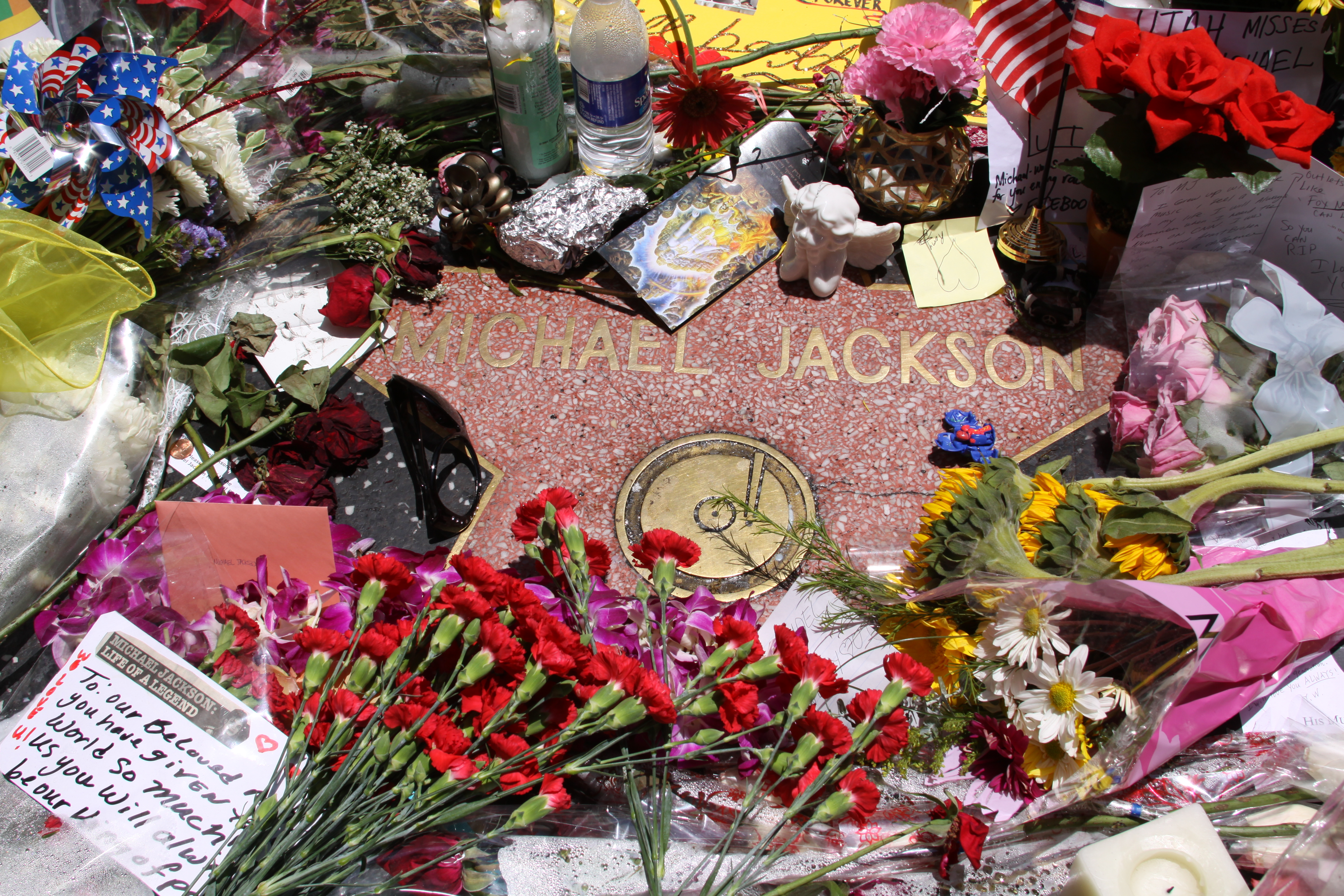
Gwiazda Michaela Jacksona, około dwa tygodnie po jego śmierci
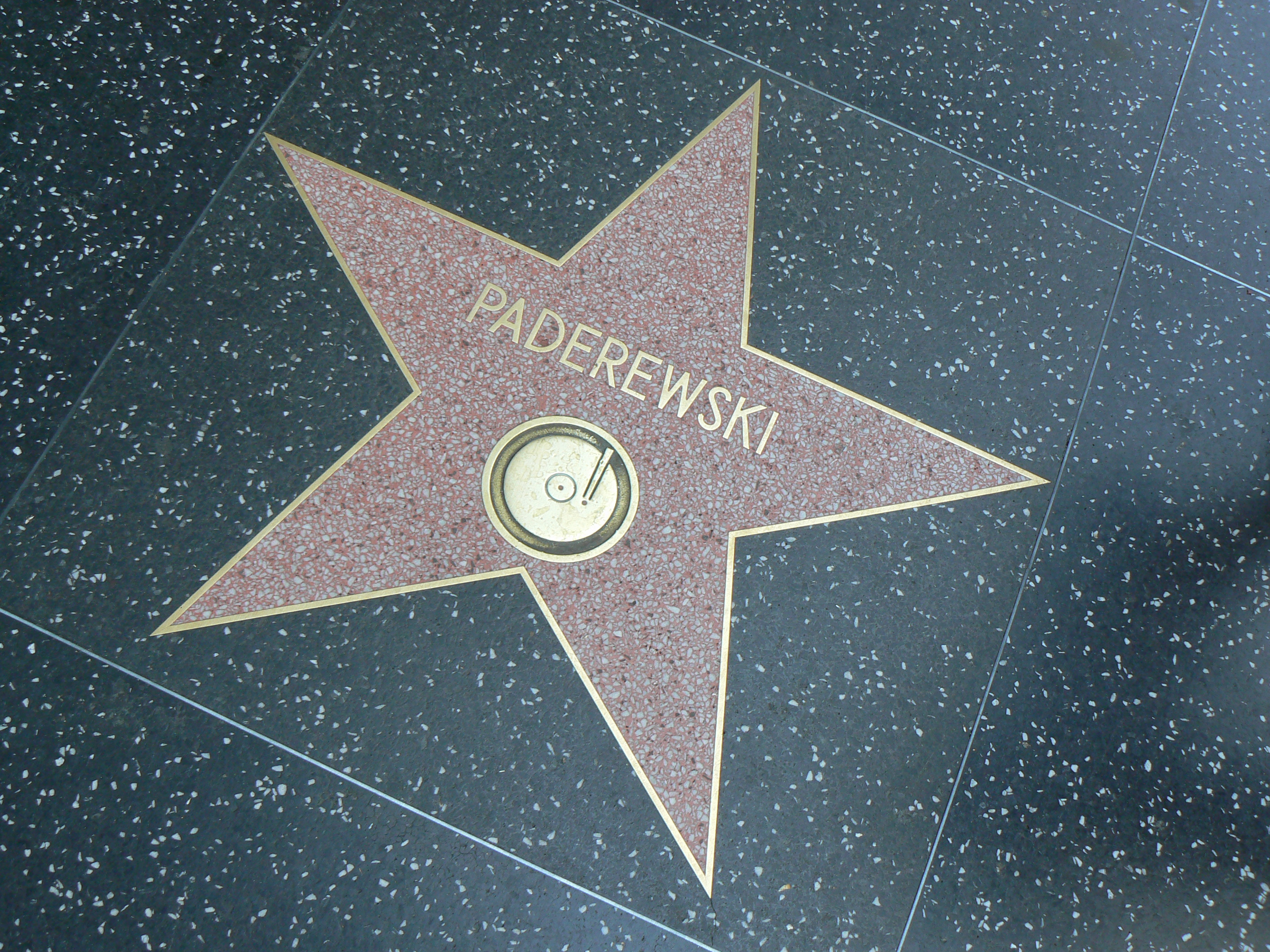
Gwiazda Paderewskiego
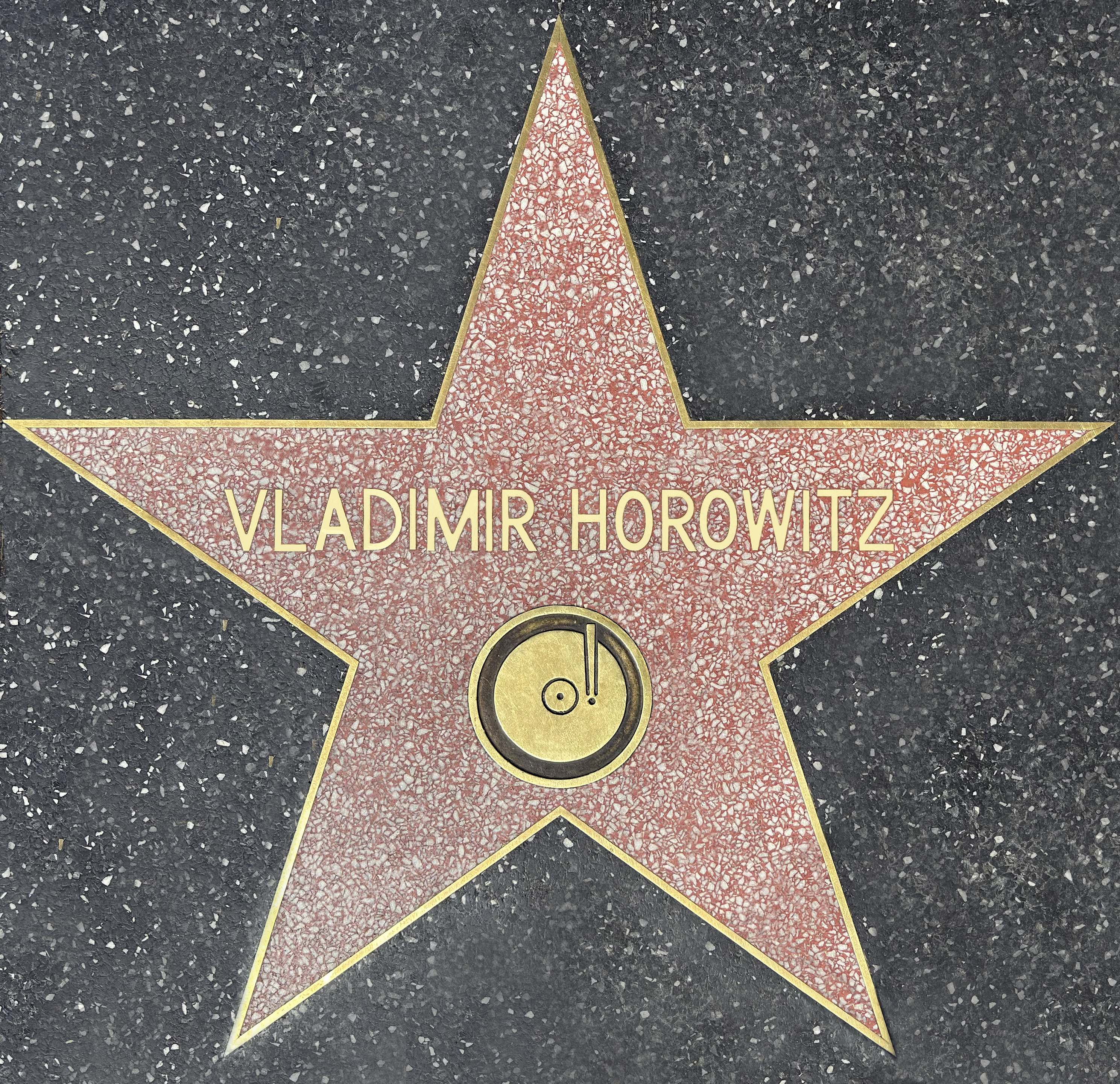
Gwiazda Horowitza
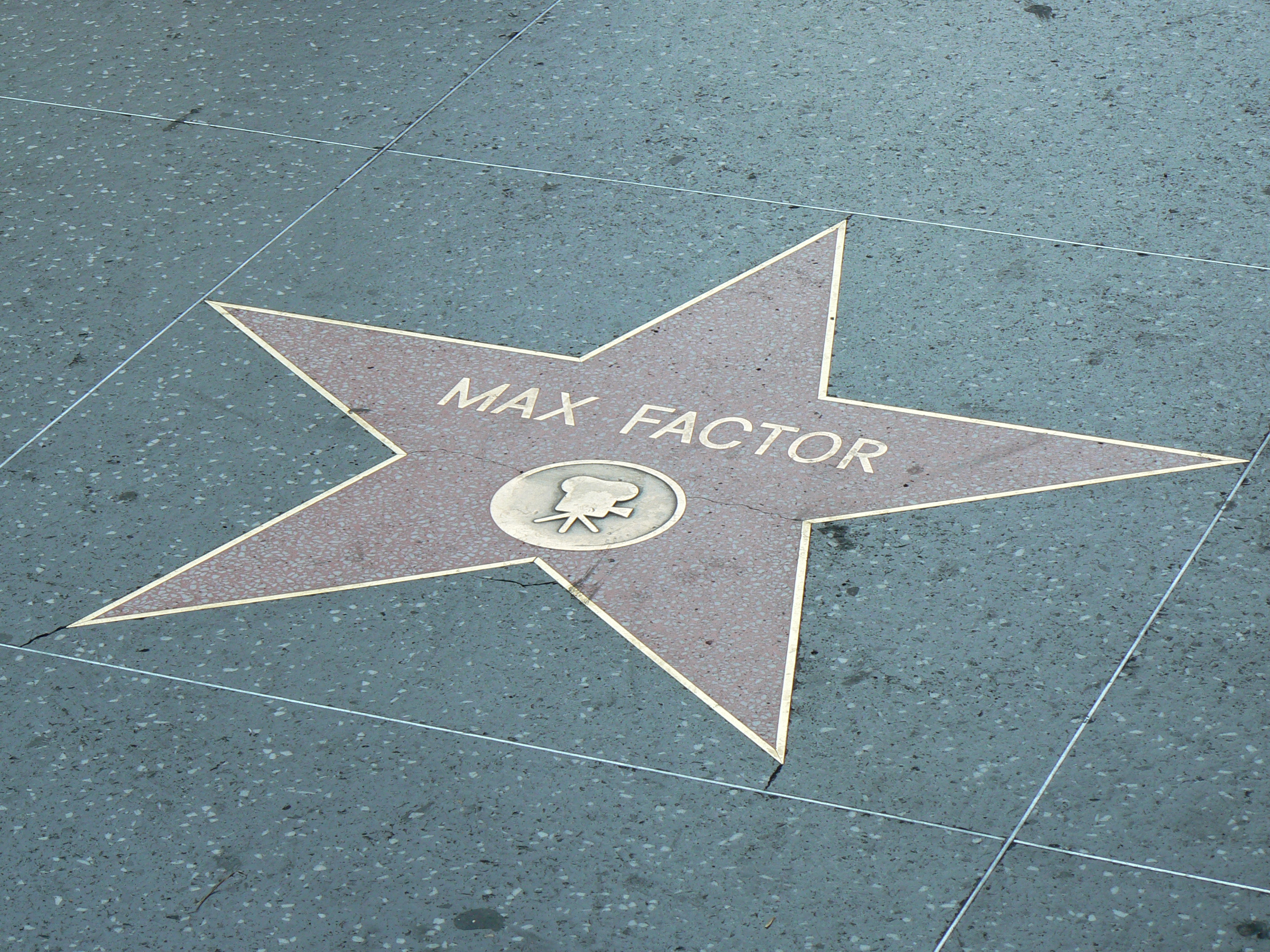
Gwiazda Maxa Factora